# Clidemia minutiflora
Clidemia minutiflora là một loài thực vật có hoa trong họ Mua. Loài này được (Triana) Cogn. mô tả khoa học đầu tiên năm 1888.